# Xoridesopus baltazarae
Xoridesopus baltazarae är en stekelart som beskrevs av Gupta 1983. Xoridesopus baltazarae ingår i släktet Xoridesopus och familjen brokparasitsteklar. Inga underarter finns listade i Catalogue of Life.